# Calohypnum amblystegum
Calohypnum amblystegum là một loài Rêu trong họ Hypnaceae. Loài này được (Mitt.) Sakurai mô tả khoa học đầu tiên năm 1950.